# Копылова, Татьяна Алексеевна
Татья́на Алексе́евна Копыло́ва — советский и российский журналист, писатель, член Союза журналистов, Московского союза литераторов. Во времена СССР годы была народным заседателем районного суда, специальным корреспондентом журнала «Человек и закон».

## Биография
Отец Алексей Петрович Федосеев — кадровый военный, авиатор, участник Великой Отечественной войны. Мать Вера Викторовна Федосеева работала в Комитете по делам искусств при СМ СССР, возглавляла Театральный музей имени А.А. Бахрушина.
Т. Копылова в 1956 году закончила филологический факультет Московского Государственного Университет им. М. В. Ломоносова, работала в периодических изданиях: газете «Пионерская правда», журналах «Молодой коммунист», «Человек и закон», публиковалась в печати с документальными очерками, статьями, размышлениями о судьбах людей, о труде и увлечениях, о стремлениях и победах.
Т.Копыловой сделано около тысячи публикаций. Написаны книги «Чаша по капле» (М., «Молодая Гвардия», 1979 г.), «В зале суда» (М., «Юридическая литература», 1981г), «Начать с себя: записки народного заседателя» (М., «Советская Россия», 1987) «Волжский богатырь Иосиф Коренблюм» (М., 2006 г.)
За очерк «Последняя судимость» («Юность», 1968 г. № 4) о горькой судьбе пионера-героя Юрия Паренькова Т.Копылова получила первую премию Московского Союза журналистов, за сборник «Чаша по капле» с исследованием причин преступности несовершеннолетних — премию Союза писателей СССР, ЦК ВЛКСМ, Министерства культуры СССР, КГБ СССР им. Ф.Дзержинского.
Вместе с матерью первого космонавта Земли Т.Копыловой написаны документальные повести «Слово о сыне», «Память сердца», которые в стране и за рубежом изданы более чем миллионным тиражом. Федерация космонавтики СССР наградила Т.Копылову медалью имени летчика-космонавта СССР Ю. А. Гагарина, а Ассоциация музеев космонавтики России — медалью «Преодоление».
Документальная лента «Из семейного альбома», снятая по сценарию Т.Копыловой удостоена «Гран-при» на фестивале в Тампере.
Космическая тема стала одной из ведущих у Т.Копыловой буквально с первых моментов Космической Эры, с того дня, когда два корреспондента «Пионерской правды» (Т.Копылова и Г.Юркина) 12 апреля 1961 года, отправились на родину Юрия Гагарина, написали очерки о детстве и юности героя, из которых позже родилась книга «Пионер из пионеров» (М., «Молодая Гвардия», 1962 г.) Татьяна Копылова встречалась с космонавтами, бывала в их семьях, на работе, при подготовке комических полетов.
К пятидесятилетию со дня первого полета Человека в Космос в московском издательстве «Культурная революция» вышла книга «ЮРИЙ ГАГАРИН: ГЛАЗАМИ МАТЕРИ», состоящая из двух частей. Первая — «ПАМЯТЬ СЕРДЦА» — воспоминания матери космонавта Анны Тимофеевны, записанные с её слов Татьяной Копыловой. Вторая — «РАСКРЫТЫЕ СТРАНИЦЫ».
«В эту вторую часть вошли те эпизоды и события, которые остались за бортом прежних повествований,— поясняет автор. — Это прежде всего те, о которых нам с Анной Тимофеевной не разрешила упомянуть цензура, и те, которые мы сами оставили в черновиках по веленью и совету нашего собственного внутреннего редактора. Появились и новые документы, о которых ни Анна Тимофеевна, ни я не знали, уточнившие и углубившие наши предположения и догадки. Без этих дополнений образ Героя был бы неполным».
Копыловой удалось обнаружить факт о том, что во время обучения Гагарин учился в Оренбургском летном, трое недовольных его требовательностью курсантов устроили будущему космонавту «темную», она обратила внимание на странность поступления 15-летнего Гагарина в Люберецкое ремесленное училище — и связала его с тем фактом, что двое членов гагаринской семьи были в оккупации.

## Книги
- Т. Копылова, Г. Юркина. «Пионер из пионеров» — М.: Молодая Гвардия, 1962. Тираж 75000.
- Т. Копылова. «Чаша по капле» — М.: Молодая Гвардия, 1979 г.
- Т. Копылова. «Начать с себя: Записки народного заседателя» — М.: Советская Россия, 1987.
- Т. Копылова. «В зале суда» — М.: «Юридическая литература», 1981 г.
- Гагарина А. Т. «Слово о сыне» Соавтор Копылова Т. — М.: Молодая Гвардия, 1983 г.
- Гагарина А. Т. Память сердца. Соавтор Копылова Т. — М.: АПН, 1986 г.
- Т. Копылова. «Волжский богатырь Иосиф Коренблюм» — М.: 2006 г.
- А. Т. Гагарина, Т. А. Копылова «ЮРИЙ ГАГАРИН: ГЛАЗАМИ МАТЕРИ» (А. Т. Гагарина «ПАМЯТЬ СЕРДЦА», Т. А. Копылова «РАСКРЫТЫЕ СТРАНИЦЫ») — «Культурная революция», 2011.

## Награды и премии
- Первая премия Московского Союза журналистов
- Премия Союза писателей СССР
- Премия КГБ СССР им. Ф.Дзержинского.
- Премия ЦК ВЛКСМ и Министерства культуры СССР
- Документальная лента «Из семейного альбома», снятая по сценарию Т.Копыловой удостоена «Гран-при» на фестивале в Тампере.
- Медаль имени летчика-космонавта СССР Ю. А. Гагарина
- Медаль «Преодоление» Ассоциации музеев космонавтики России.